# Partido Auténtico de la Revolución Mexicana
Die Partido Auténtico de la Revolución Mexicana (PARM; dt.: Authentische Partei der Mexikanischen Revolution) war eine 1954 unter der Führung von Juan G. Barragán und Jacinto B. Treviño von Veteranen der Mexikanischen Revolution gegründete politische Partei, die bis 2000 existierte. Sie galt als Satellitenpartei der regierenden Partido Revolucionario Institucional (PRI).

## Geschichte
Die Gründungsidee entstand, als einige der Revolutionsveteranen sich mit der Politik der PRI nicht weiter identifizieren konnten. In der Absicht der Gründung einer neuen Partei, unterstützten Barragán und Treviño, beides Generale der Revolutionszeit und Inhaber politischer Regierungsämter, den amtierenden Präsidenten Adolfo Ruiz Cortines, der wiederum in der Gründung einer unabhängigen, aber koalierenden Partei Vorteile sah und der Gründung der PARM und ihrer Teilnahme an Wahlen sowie im Kongress der Union Mexiko zustimmte.
1994 verlor die PARM ihre Zulassung als nationale Partei, erhielt diese 1999 in Hinblick auf die Präsidentschaftswahlen im Folgejahr nochmals, für die sie Porfirio Muñoz Ledo als Kandidaten aufgestellte. Aufgrund eines Konfliktes zwischen der Partei und ihrem Kandidaten trat Muñoz Ledo letztendlich einen Monat vor den Wahlen zugunsten von Vicente Fox von seiner Kandidatur zurück. Die PARM akzeptierte weder diese Entscheidung, noch konnte sie einen neuen Kandidaten beim Instituto Federal Electoral registrieren lassen, und verlor hierdurch die Zulassung als nationale Partei. Nach anderer Quelle verlor die PARM ihre Registrierung als nationale politische Partei, weil sie bei der Wahl 2000 nicht die erforderlichen 2 % der abgegebenen Stimmen erhielt.

### Präsidentschaftskandidaten
Bis einschließlich 1988 trat die PARM ohne Aufstellung eines Kandidaten in Wahlbündnissen an, bis einschließlich 1982 mit der PRI und der PPS und 1988 zusammen mit der PPS, der PFCRN, der PMS als linksoppositionelle „Frente Democrático Nacional“. 1994 kandidierte Álvaro Pérez Treviño für die PARM und 2000 war Porfirio Muñoz Ledo ursprünglich aufgestellt, der aber kurz vor den Wahlen von seiner Kandidatur zurücktrat.

### Parteivorsitzende
- 1957–1974: Juan G. Barragán
- Carlos Cantú Rosas
- Rosa María Martínez Denegri
- 1999–2000: Carlos Guzmán Pérez